# Lista de membros titulares da Academia Brasileira de Ciências empossados em 1976
Esta lista contém os nomes dos membros titulares da Academia Brasileira de Ciências empossados em 1976.
| Imagem | Nome                                         | Datas de nascimento e falecimento             | Local de nascimento        | Área de especialização | Alma mater | Data de posse       | Conhecido por | Referências |
| ------ | -------------------------------------------- | --------------------------------------------- | -------------------------- | ---------------------- | ---------- | ------------------- | --- | ----------- |
|        | Aziz Nacib Ab’Saber                          | 24 de outubro de 1924 16 de março de 2012     | São Luís do Paraitinga, SP | Ciências da Terra      | USP        | 13 de abril de 1976 | Foi presidente da SBPC (1993-1995). Recebeu três vezes o Prêmio Jabuti (1997, 2005 e 2007), e o prêmio Almirante Álvaro Alberto para Ciência e Tecnologia (1999). Doutor Honoris Causa pela UNESP, UFRJ, UERJ, UDESC. | [ 2 ]       |
|        | Fernando Antonio Figueiredo Cardoso da Silva | 29 de novembro de 1939                        | Olinda, PE                 | Ciências Matemáticas   | UFPE       | 13 de abril de 1976 | |             |
|        | Fernando de Souza Barros                     | 08 de setembro de 1929 08 de novembro de 2017 | Recife, PE                 | Ciências Físicas       | UFPE       | 13 de abril de 1976 | Efeito Mössbauer |             |
|        | Sergio Machado Rezende                       | 03 de outubro de 1940                         | Rio de Janeiro, RJ         | Ciências Físicas       | PUC/Rio    | 13 de abril de 1976 | Ministro da Ciência e Tecnologia (2005 a 2010) |             |